# Ozonothérapie
L'ozonothérapie ou cure d'ozone également dénommée thérapie à l'ozone est une technique de médecine non conventionnelle qui prétend traiter différentes affections et symptômes par l'insufflation dans l'organisme d'un mélange d'ozone et d'oxygène. Cette « thérapie » auto-proclamée est utilisée en dentisterie, chirurgie, rhumatologie, cardiologie, gynécologie, urologie, dermatologie, orthopédie, etc.
Bien que les études épidémiologiques permettant de démontrer ou infirmer son alléguée efficacité curative demeurent encore insuffisantes, on dispose néanmoins de quelques pistes permettant de suggérer son potentiel de propriétés antidouleurs, antiinflammatoires et antiinfectieuses. Par ailleurs, des méta-analyses, publiées dans des revues renommées, confirment son utilité dans le traitement de la hernie discale lombaire,,.
Aucune des variantes de l'ozonothérapie n'est agréée par les grandes agences gouvernementales de régulation des pratiques thérapeutiques (FDA ou EMEA).
Elle est classée parmi les pratiques pseudo-thérapeutiques sectaires par la Miviludes.

## Historique

### En France
Les propriétés thérapeutiques de l'ozone ont été recherchées en France en 1894, par les docteurs Labbé et Oudin, qui en ont fait un ouvrage.

### En Italie
Le Pr Velio Bocci, est l'auteur de plusieurs ouvrages sur l'ozonothérapie,.

## Principes et utilisations

### Risques et précautions
L’ozone produit par les générateurs est un gaz toxique qui ne doit jamais être inhalé directement. Pour assurer son innocuité, tout usage à visée prétendument « curative » ne doit être opéré que sous stricte surveillance médicale, par des praticiens consciencieux, prudents et dûment formés à cette approche, selon un protocole strict, précis et rigoureux, défini de concert par les associations internationales qui veillent à sa bonne exécution.
Jusqu’en 2001, les informations portant sur les risques et les complications liés à la pratique de l’ozonothérapie se basent essentiellement sur la thèse de travail rédigée en 1982 par M.-T. Jacobs. Celui-ci s’appuie notamment sur une étude menée par ses soins en 1980. L’auteur y fournit le calcul de ses résultats en se fondant principalement sur les données fournies par 23 % des 2 815 ozonothérapeutes contactés à cet effet qui ont accepté de participer à ses investigations.
Par ailleurs, la technique dénommée DIV (Direct Intravenous Injection), qui consiste à injecter l'ozone « directement » dans la circulation sanguine, est formellement décriée par la plupart des instances précitées, car elle comporte des risques secondaires graves, dont une possible embolie ainsi que d'autres éventuelles conséquences adverses indésirables, voire potentiellement létales. L’AAO publie un avertissement circonstancié à cet égard. En outre, la Société européenne d’oxygénothérapie à l’ozone, se basant sur l’étude statistique de Jacobs par rapport  aux incidents liés à l’ozone, proscrit toute forme d’injection endoveineuse d’O2/O3 apparentée à la DIV depuis 1986  en raison des  risques iatrogéniques liés à l’embolie gazeuse.

### Indications, posologies et contre-indications
Les indications revendiquées par les partisans de l’ozonothérapie gravitent autour du triptyque suivant : douleur — inflammation — infection,.
Selon la société allemande d’ozonothérapie,, les contre-indications théoriques se limiteraient aux conditions suivantes : déficit en glucose-6-phosphate déshydrogénase (favisme, anémie hémolytique aiguë), hyperthyroïdie sévère, leucémie et épilepsie,.
Les données collectées par rapport à une utilisation durant la grossesse ou l’allaitement demeurant encore insuffisantes, ces deux conditions constituent donc encore une contre-indication de principe prononcée à titre essentiellement prophylactique.
Par ailleurs, selon le Centre national de recherche en médecine complémentaire et alternative affilié à l’université de Tromsø, l’ozonothérapie ne présenterait aucune incompatibilité connue ou identifiée par rapport au recours parallèlement conjoint à d’autres médications — conventionnelles ou non — et/ou traitements connexes.

### Techniques d’application
On peut distinguer une dizaine de modes d'administration :
- insufflations rectales[20] ;
- injections intramusculaires ;
- auto-transfusions, sous deux formes d'autohémothérapie (de)[N 1] ;
- eau ozonée ;
- solution saline[20]
- « ozone enveloppement ( sac, bagging) » ;
- huile ozonée ;
- injections intra-articulaires[21] ;
- par inhalation, mais uniquement après barbotage préalablement intermédiaire dans de l'huile d'olive (étape indispensable), car l'ozone ne doit en aucun cas être directement respiré.
- injections intraveineuses ou intra-artérielles sous l'appellation DIV[N 2] pour Direct Intravenous Injection, une pratique non seulement dangereuse et davantage assimilée au dopage qu'à l'ozonothérapie mais, qui plus est, formellement déconseillée par la majorité des professionnels de la branche[15] en raison des risques d'effets secondaires graves[12], dont une possible embolie[14].
- transdermique, mais d'autres noms pour cette technique sont thérapie à l'ozone hyperthermique, thérapie à l'ozone transcutanée, thérapie Hocatt ou sauna à l'ozone. Le patient est placé dans une chambre à vapeur chaude (un sauna à l'ozone) et l'ozone est introduit dans le corps à travers la peau. La transpiration facilite l'arrivée de l'ozone dans la circulation sanguine, dans le système lymphatique et dans les tissus adipeux[22].

Cette thérapie utilise l'ozone, soit en contact direct pour traiter les affections dermatologiques, éventuellement par bain, ou encore par auto-transfusion appelée autohémothérapie, soit par inhalation d'un mélange gazeux oxygène-ozone (pour traiter les affections pulmonaires) après barbotage dans de l'huile car il ne peut être respiré directement.
L'ozone est un oxydant très réactif, environ 10 000 fois plus actif que l'oxygène, toxique par inhalation en concentration très faible, inférieure à 0,1 ppm.

### Odontologie et soins bucco-dentaires

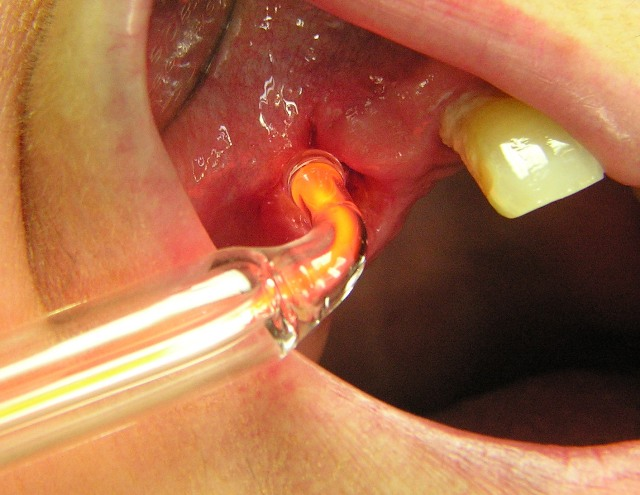
Application de l'ozone pour les soins dentaires.

L'ozone s'utilise également en odontologie pour détruire les bactéries responsables des caries. Concernant les caries dentaires toutefois, une étude de la Cochrane Collaboration établissait en 2009 : « il y a un besoin fondamental en preuves supplémentaires de rigueur et qualité appropriées avant que l’utilisation de l’ozone puisse être acceptée dans la pratique dentaire courante des soins fondamentaux ou puisse être considérée comme une alternative viable aux méthodes courantes pour la prise en charge et le traitement des caries dentaires. » Il existe des appareillages de traitement des caries à l'ozone pour équiper des cabinets dentaires, cette méthode est testée au département de médecine dentaire de l'université de Berne[source insuffisante].

### Analyses
Cette thérapeutique est controversée,, d'autant plus qu'elle a pu être récupérée par des charlatans,,,, et n'est pas suffisamment étudiée, tant sur le plan de son efficacité que sur celui de ses dangers potentiels.

### Autres utilisations
Elle serait aussi utilisée comme dopage – ce qui, aux yeux de certains, peut passer pour une preuve d'efficacité – comme le montre la mise en examen du coureur cycliste Rémy Di Grégorio pendant le Tour de France cycliste 2012 ou la suspension de Stefan van Dijk en 2013 par la Commission antidopage belge après avoir utilisé cette thérapie. Toutefois, il n'existe actuellement aucun moyen scientifique de démontrer qu'une personne a pratiqué l'ozonothérapie par insufflation rectale ou vaginale.

## Critiques et zététique
Le rédacteur en chef du site web Science-Based Medicine (en) en la personne de l'oncologue David H. Gorski — qui, dans un article dont il rédige les fondements, se base isolément sur les traitements alternatifs proposés par une clinique privée basée en Allemagne — écrit que l’ozonothérapie ainsi que l’immense majorité des médecines non conventionnelles sont à reléguer, selon lui, au rang de « vastes fumisteries, ».
En 1997, le biochimiste Saul Green publie un communiqué dans la Scientific Review of Alternative Medicine (en), arguant qu’au moins cinq décès auraient été répertoriés dont la survenue, d'après cet auteur, serait à mettre en équation avec les différentes techniques liées à l’oxygénothérapie.

## Législation
Dans un communiqué publié en avril 2019, la FDA décide d’interdire tout recours à l’ozone à usage médical, arguant « qu’il n’existe en l’état aucune donnée fiable permettant d’attester de son efficacité, de son innocuité et de son absence de iatrogénèse ». Cette même instance stipule dans la même lancée que « l’ozone est un gaz toxique, dépourvu de la moindre application médicale qui pût s’avérer utile ou reconnue en qualité de thérapie spécifique, adjuvante ou même prophylactique ».

## Pratique pseudo-thérapeutique sectaire
En 2018, l'ozonothérapie est classée par la Miviludes parmi les pratiques pseudo-thérapeutiques sectaires.